# IK Waxholm
IK Waxholm är en ishockeyklubb från Vaxholm i Stockholms län och Uppland. Klubben bildades 1978 och har sin hemmaarena i Saneco Hallen. Klubbens A-lag spelade säsongerna 1999/2000, 2000/2001 och 2001/2002 i Division 1. Sedan dess har man inte återupprepat bedriften utan spelat i Hockeytrean och Hockeyfyran.